# Eu Te Amo (filme)
Eu te amo é um drama cinematográfico brasileiro de 1981, dirigido por Arnaldo Jabor, produção de Walter Clark e fotografia de Murilo Salles.

## Sinopse
O filme relata a história um casal formado por um Industrial recém separado e falido durante o milagre dos anos 70 e uma mulher traumatizada por um relacionamento unilateral, que desejam desesperadamente se amar mas têm um medo brutal deste encontro. Aborda paralelamente temas polêmicos como prostituição, machismo e homossexualidade.

## Elenco
- Paulo César Peréio – Paulo
- Sônia Braga – Maria
- Regina Casé
- Maria Lúcia Dahl
- Vera Fischer – Bárbara
- Tarcísio Meira – Ulisses
- Flávio São Thiago
- Maria Sílvia
- Joséphine Hélene
- Vera Abelha
- Guaraci Rodrigues
- Sandro Soviatti
- Marcus Vinícius

## Prêmios
Festival de Gramado
- Melhor Atriz - Sonia Braga (Venceu)
- Melhor Fotografia - Murilo Salles Também por Cabaret Mineiro (1982) (Venceu)
- Melhor Cenografia - Marcos Weinstock (Venceu)
- Melhor Som (Venceu)
- Melhor Filme (Indicado)

Associação Paulista de Críticos de Arte
- Melhor Fotografía - Murilo Salles (Venceu)
- Melhor Diretor - Arnaldo Jabor (Venceu) [1]